# Ruth Mazo Karras
Ruth Mazo Karras (Chicago, 23 de febrero de 1957) es una historiadora estadounidense especializada en historia de la sexualidad y de género en la Edad Media. Desde 2018, es titular de la cátedra Lecky Professor of History en el Trinity College de Dublín.

## Trayectoria
Nació en Chicago y creció en el noroeste de los Estados Unidos. Se licenció en Historia por la Universidad Yale, donde también realizó estudios de posgrado en la misma especialidad. Obtuvo su segundo MPhil (en Arqueología Europea) por la Universidad de Oxford gracias a la concesión de una beca Rhodes. Se doctoró por la Universidad Yale en 1985 con la tesis titulada Slavery in Medieval Scandinavia (Sweden, Denmark, Norway, Iceland) (La esclavitud en la Escandinavia medieval). Ha impartido docencia en la Universidad de Pensilvania y en la Universidad de Temple, ambas en Filadelfia, y en la Universidad de Minnesota, en Minnesota. En esta última desarrolló gran parte de su trayectoria docente, donde impartió clases durante dieciocho años, por lo que fue reconocida como Distinguished Teacher Professor (profesora distinguida) por su enseñanza de posgrado. Es la directora del departamento de Historia en el Trinity College de Dublin y ostenta la cátedra creada en memoria del historiador y político William Edward Hartpole Lecky.
Durante su trayectoria profesional ha combinado su labor docente con la carrera investigadora. Ha recibido importantes becas y realizado estancias de investigación entre las que destacan las que realizó en el Instituto de Estudios Avanzados de Princeton, la Sociedad Filosófica Estadounidense, el Centro Katz de Estudios Judaicos Avanzados, el Instituto Israelí de Estudios Avanzados y su más reciente estancia en el St. Andrews Institute for Medieval Studies.

### Investigaciones
En sus investigaciones, se pone en cuestión cómo la Edad Media ha sido tratada dentro de la historia de la sexualidad. No se centra solo en el mundo cristiano, sino que se adentra en las culturas religiosas del Islam y el Judaísmo y desarrolla cómo la violencia sexual es un hilo conductor extremadamente relevante en la historia medieval. Defiende la idea de que el matrimonio tradicional, tal y como se entiende actualmente, no era la única alternativa para la convivencia en pareja y explica el desarrollo de identidades y sexualidades alternativas, como las relaciones de convivencia entre personas de distinta clase social o religión fuera del matrimonio. Pero sus investigaciones más destacadas se centran en el rol social de las mujeres dentro y fuera de la institución matrimonial. Esto se refleja en sus estudios sobre las prostitutas o las mujeres del clero, la obra en la que más desarrolla estas aportaciones es Unmarriages: Women, Men, and Sexual Unions in Medieval Europe, que fue galardonada con un premio Joan Kelly en 2012.
Los hombres no quedan fuera de sus estudios; múltiples obras de la autora giran en torno al proceso de creación de la identidad sexual masculina en la Edad Moderna, su relación con la clase social y los modelos ideales que estos hombres buscaban en la literatura o la cultura popular. Su línea de investigación más reciente se centra precisamente en la figura del Rey David como modelo de masculinidad en las culturas cristiana y judía, delineado a través de diversas fuentes a lo largo de Europa. Esta línea se inserta en la tendencia de extender los campos de estudio de la Edad Media más allá de los límites de la Europa cristiana, atendiendo a una conceptualización más cultural y étnicamente diversa del mundo medieval, en contraste con los estudios más tradicionalistas.

## Obras
- 1988 – Slavery and Society in Medieval Scandinavia. Yale University Press. ISBN 9780300041217.[8]
- 1996 – Common Women: Prostitution and Sexuality in Medieval England. Oxford University Press. ISBN 978-0195124989.[9]
- 2003 – From Boys to Men: Formations of Masculinity in Late Medieval Europe. University of Pennsylvania Press. ISBN 978-0812218343.[10]
- 2008 – Law and the Illicit in Medieval Europe. Con Joel Kaye y E. Ann Matter. University of Pennsylvania Press.[11]
- 2012 – Unmarriages: Women, Men, and Sexual Unions in Medieval Europe. University of Pennsylvania Press. ISBN 978-0812222982.[6]
- 2013 – The Oxford Handbook of Women and Gender in Medieval Europe. Con Judith M. Bennett. Oxford University Press.[12]
- 2017 – Entangled Histories: Knowledge, Authority, and Transmission in Medieval Jewish Culture. Con Elisheva Baumgarten y Katelyn Mesler. University of Pennsylvania Press.[13]

## Reconocimientos
- Premio Joan Kelly otorgado por la American Historical Association para el mejor libro en historia de las mujeres o en teoría feminista en 2012.
- Antigua coeditora de la revista Gender and History
- Presidenta de la Berkshire Conference of Women Historians entre 2005-2008
- Presidenta de la Medieval Academy of America
- Editora general de The Middle Ages Series of the University of Pennsylvania Press
- Nombramiento de Foremother in Medieval Feminist Publishing por la Society of Medieval Feminist Scholarship